# Campeonato Mundial de Ciclismo en Ruta de 2011
El LXXVIII Campeonato Mundial de Ciclismo en Ruta se realizó en Copenhague (Dinamarca) entre el 19 y el 25 de septiembre de 2011, bajo la organización de la Unión Ciclista Internacional (UCI) y la Unión Ciclista de Dinamarca. 
El campeonato constó de carreras en las especialidades de contrarreloj y de ruta, en las divisiones élite masculino, élite femenino y masculino sub-23; en total se otorgaron seis títulos de campeón mundial. 
Las pruebas de contrarreloj se disputaron en un circuito urbano trazado en la parte norte de la capital danesa y que tuvo como punto de partida y de llegada la plaza del Ayuntamiento. El circuito de ruta estuvo ubicado en el municipio de Rudersdal, aproximadamente 20 km al norte de Copenhague.

## Calendario
| Evento              | Distancia (km) | Día   |
| ------------------- | -------------- | ----- |
| Contrarreloj sub-23 | 35,2           | 19.09 |
| Contrarreloj F      | 27,8           | 20.09 |
| Contrarreloj M      | 46,4           | 21.09 |
| Ruta sub-23         | 168,0          | 23.09 |
| Ruta F              | 140,0          | 24.09 |
| Ruta M              | 266,0          | 25.09 |

## Países participantes
Participaron un total de 827 ciclistas (274 en la categoría de masculino sub-23, 335 en masculino élite y 218 en femenino élite) de 63 federaciones nacionales afiliadas a la UCI.
| África (CAC)                                                                      | América (COPACI) | Asia (ACYC) | Europa (UEC) | Oceanía (OCF)                              |
| --------------------------------------------------------------------------------- | --- | --- | --- | ------------------------------------------ |
| Argelia (3/1/-) Eritrea (4/4/-) Marruecos (-/9/-) Sudáfrica (5/-/4) Túnez (-/1/-) | Argentina (3/5/1) · Brasil (2/3/3) · Canadá (4/6/10) · Chile (1/3/1) · Colombia (6/8/-) · Estados Unidos (10/10/10) · Guyana (-/-/1) · México (-/-/1) · Panamá (2/-/-) · San Cristóbal y Nieves (-/-/1) · Venezuela (5/7/4) | Hong Kong (3/-/-) · Irán (2/3/-) · Japón (-/3/1) · Kazajistán (10/10/1) · Kirguistán (-/1/-) · Malasia (2/-/-) · Singapur (-/-/1) · Siria (-/-/2) · Tailandia (-/-/3) · China Taipéi (-/-/3) · Uzbekistán (1/-/-) | Albania (2/2/-) · Alemania (10/16/9) · Andorra (-/1/-) · Austria (7/5/3) · Azerbaiyán (-/-/1) · Bélgica (12/17/12) · Bielorrusia (5/6/3) · Dinamarca (10/8/5) · Eslovaquia (1/6/-) · Eslovenia (6/9/6) · España (11/14/6) · Estonia (-/4/3) · Finlandia (-/1/1) · Francia (11/17/9) · Grecia (2/1/-) · Hungría (1/2/1) · Irlanda (4/4/1) · Italia (11/18/12) · Letonia (7/2/-) · Lituania (-/5/7) · Luxemburgo (1/7/4) · Noruega (11/7/7) · Países Bajos (12/15/12) · Polonia (10/9/6) · Portugal (6/9/-) · Reino Unido (11/13/9) · República Checa (4/5/2) · Rumania (-/1/-) · Rusia (10/10/13) · Serbia (2/2/-) · Suecia (9/6/12) · Suiza (8/6/5) · Turquía (4/3/-) · Ucrania (7/10/6) | Australia (12/17/13) Nueva Zelanda (4/6/3) |

## Resultados

### Masculino
- Contrarreloj

| Puesto | Ciclista          | País        | Tiempo   |
| ------ | ----------------- | ----------- | -------- |
| Oro    | Tony Martin       | Alemania    | 53:43,85 |
| Plata  | Bradley Wiggins   | Reino Unido | 54:59,68 |
| Bronce | Fabian Cancellara | Suiza       | 55:04,44 |

- Ruta

| Puesto | Ciclista       | País        | Tiempo  |
| ------ | -------------- | ----------- | ------- |
| Oro    | Mark Cavendish | Reino Unido | 5:40:27 |
| Plata  | Matthew Goss   | Australia   | 5:40:27 |
| Bronce | André Greipel  | Alemania    | 5:40:27 |

### Femenino
- Contrarreloj

| Puesto | Ciclista        | País          | Tiempo   |
| ------ | --------------- | ------------- | -------- |
| Oro    | Judith Arndt    | Alemania      | 37:07,38 |
| Plata  | Linda Villumsen | Nueva Zelanda | 37:29,11 |
| Bronce | Emma Pooley     | Reino Unido   | 37:31,51 |

- Ruta

| Puesto | Ciclista            | País         | Tiempo  |
| ------ | ------------------- | ------------ | ------- |
| Oro    | Giorgia Bronzini    | Italia       | 3:21:28 |
| Plata  | Marianne Vos        | Países Bajos | 3:21:28 |
| Bronce | Ina-Yoko Teutenberg | Alemania     | 3:21:28 |

### Sub-23
- Contrarreloj

| Puesto | Ciclista        | País      | Tiempo   |
| ------ | --------------- | --------- | -------- |
| Oro    | Luke Durbridge  | Australia | 42:47,13 |
| Plata  | Rasmus Quaade   | Dinamarca | 43:22,81 |
| Bronce | Michael Hepburn | Australia | 43:33,60 |

- Ruta

| Puesto | Ciclista      | País        | Tiempo  |
| ------ | ------------- | ----------- | ------- |
| Oro    | Arnaud Démare | Francia     | 3:52:16 |
| Plata  | Adrien Petit  | Francia     | 3:52:16 |
| Bronce | Andrew Fenn   | Reino Unido | 3:52:16 |

## Medallero
| Núm. | País          | Oro | Plata | Bronce | Total |
| ---- | ------------- | --- | ----- | ------ | ----- |
| 1    | Alemania      | 2   | 0     | 2      | 4     |
| 2    | Reino Unido   | 1   | 1     | 2      | 4     |
| 3    | Australia     | 1   | 1     | 1      | 3     |
| 4    | Francia       | 1   | 1     | 0      | 2     |
| 5    | Italia        | 1   | 0     | 0      | 1     |
| 6    | Dinamarca     | 0   | 1     | 0      | 1     |
|      | Nueva Zelanda | 0   | 1     | 0      | 1     |
|      | Países Bajos  | 0   | 1     | 0      | 1     |
| 9    | Suiza         | 0   | 0     | 1      | 1     |
|      | TOTAL         | 6   | 6     | 6      | 18    |